# Machua
Machua ist eine Streusiedlung im nördlichen Teil des Departamento La Paz im südamerikanischen Andenstaat Bolivien.

## Lage im Nahraum
Machua liegt in der Provinz Franz Tamayo (früher Caupolicán) und ist die sechstgrößte Siedlung im Cantón Apolo im Municipio Apolo. Die Siedlung liegt auf einer Höhe von 1520 m, und zwar 210 Kilometer Luftlinie nördlich des Regierungssitzes La Paz und 140 Kilometer nordöstlich des Titicaca-Sees.

## Geographie
Machua weist im Temperaturverlauf ein sehr ausgeglichenes Klima auf; die Durchschnittstemperatur liegt bei 20,4 °C, die monatlichen Durchschnittstemperaturen schwanken zwischen 21 °C von Oktober bis März und knapp 19 °C im Juni und Juli (siehe Klimadiagramm Apolo). Der Jahresniederschlag liegt im langjährigen Mittel bei 1333 mm, der kurzen Trockenzeit im Juni und Juli mit Monatsniederschlägen unter 35 mm steht eine ausgedehnte Feuchtezeit mit bis zu 200 mm im Dezember und Januar gegenüber.

## Verkehrsnetz
Machua ist auf dem Landwege über 427 Straßenkilometer von La Paz aus zu erreichen, der Hauptstadt des gleichnamigen Departamentos.
Von La Paz führt die asphaltierte Nationalstraße Ruta 2 in nordwestlicher Richtung 70 Kilometer bis Huarina, von dort zweigt die asphaltierte Ruta 16 nach Norden ab, die nach 98 Kilometern Escoma erreicht und dann als unbefestigte Piste auf weiteren 250 Kilometern über Charazani nach Apolo führt. Von Apolo aus führt die Verlängerung der Ruta 16 über acht Kilometer weiter in nördlicher Richtung, wo dann eine Nebenstraße in östlicher Richtung in das ein Kilometer entfernte Machua abbiegt.

## Bevölkerung
Die Einwohnerzahl der Ortschaft ist in dem Jahrzehnt zwischen den beiden letzten Volkszählungen um etwa ein Zehntel angestiegen:
| Jahr | Einwohner         | Quelle       |
| ---- | ----------------- | ------------ |
| 1992 | keine Detaildaten | Volkszählung |
| 2001 | 286               | Volkszählung |
| 2012 | 316               | Volkszählung |
| 2024 |                   | Volkszählung |